# Académie des langues kanak
Pour les articles homonymes, voir ALK.
 (octobre 2018).
L’Académie des langues kanak (ALK) est une académie chargée de promouvoir les langues kanak parlées dans la collectivité territoriale de Nouvelle-Calédonie. Prévue par l'accord de Nouméa, et par la loi organique subséquente, elle a été créée par la délibération no 265 du Congrès de la Nouvelle-Calédonie du 17 janvier 2007 portant création et organisation de l'académie des langues kanak.

## État et statut des langues kanaks
Le paysage linguistique kanak se caractérise d'abord par sa diversité, trait majeur de l'ensemble culturel océanien. Les langues kanak, au sens de l'ALK, appartiennent à la famille des langues austronésiennes, à l'exception du tayo, créole de Saint-Louis. L’ALK considère qu'il existe aujourd'hui 40 langues et dialectes parlés en Nouvelle-Calédonie se décomposant ainsi :
- 28 langues, classées en 3 groupes principaux : 13 langues du nord, 11 langues du sud et 4 langues des Loyauté ;
- 11 dialectes
- 1 créole : le tayo (Le Mont-Dore).

À partir des chiffres du recensement de 1996, le Laboratoire des civilisations à traditions orales (Lacito, qui relève du CNRS) a fait une estimation de 75 411 locuteurs, mais la réalité doit se situer en deçà (recensement de 2004 : 62 648 locuteurs), ainsi répartis :
- îles Loyauté : 22,4 %
- province Nord : 35,5 %
- province Sud : 42,1 %.

Les trois langues les plus parlées sont le drehu (13 249 locuteurs), le nengone (7 958) et le paicî (6 056).
Pour l'administration, quatre langues kanak figurent en tant qu'épreuve facultative dans plusieurs concours de la fonction publique néo-calédonienne : l'ajië en plus des trois déjà citées.

## Organisation

### Axes d'intervention
Les deux axes d'intervention de l’ALK sont la normalisation d'une part, la promotion et le développement d'autre part du patrimoine linguistique. 
En matière de normalisation, l'ALK doit faire l'état des normes d'usage pour les langues qui en sont déjà dotées et développer une norme pour celles qui n'en possèdent pas, en veillant à maintenir une cohérence d'ensemble. 
Pour la promotion et le développement des langues kanak, son rôle doit consister à favoriser l'innovation linguistique, à participer à la validation des outils nécessaires, des enseignants, des programmes d'enseignement et des contenus, en liaison avec les autorités compétentes. Elle doit ouvrir des nouveaux espaces d'expression (santé, médias, éducation, transports, environnement et administration notamment).

### Sections régionales
Il est prévu 8 sections régionales qui travaillent avec les conseils d'aires coutumières. Chaque section a à sa tête un académicien, désigné par le Sénat coutumier sur proposition du conseil coutumier.

### Direction
L'ALK est dirigée par un directeur et administrée par un conseil d'administration. Un conseil scientifique et technique assiste le conseil d'administration par ses avis consultatifs sur les questions linguistiques. Outre les huit académiciens, certains organismes siègent au conseil d'administration avec voix consultative : l'Agence de développement de la culture kanak (ADCK) ou encore l'université de la Nouvelle-Calédonie. La création de l'ALK a été inscrite dans le contrat de développement inter-collectivités 2006-2010.
Depuis 2007, la direction est ainsi constituée :
- Directeur : Weniko Ihage (tribu de Luecilla, district de Wet, Lifou, langue drehu), écrivain (coauteur avec Déwé Gorodey d'un recueil de nouvelles, Le Vol de la parole en 2002), ancien chargé de mission des langues et des cultures régionales ainsi que de la communication auprès du vice-recteur de Nouvelle-Calédonie (chargé surtout du programme « 400 cadres ») et ancien conservateur du Musée de Nouvelle-Calédonie (dit « Musée territorial »).
- Responsable administrative et financière : Erna Youale.
- Responsable scientifique et technique et webmestre : Stéphanie Geneix-Rabault.
- Secrétaire : Estelle Komedjie.
- Comptable : Lesse Adjouhgniope.

### Académiciens
Les académiciens sont désignés par le Sénat coutumier sur proposition du conseil coutumier concerné pour une durée de cinq ans renouvelable. Ils doivent être locuteurs et maîtriser l’écriture d’une langue ou de l’un des dialectes de l’aire considérée et relever coutumièrement de celle-ci. Ils travaillent en étroite collaboration avec les chargés de mission sur les processus de normalisation graphique, de diffusion et de valorisation du patrimoine linguistique qu’ils examinent.
- Drehu : pasteur Thihmana Hmejezie (district de Loessi, Lifou, drehu).
- Drubea-Kapumë : 
  - Firmin Gouraya (tribu de Touété, Île des Pins, nââ kwenyii), bâtisseur de la chapelle de Touété, musicien fondateur du groupe musical N’gouraya et de la chorale Assumpta Est, coordinateur de l'ADCK, décédé en 2012.
  - Louis Ouetcho (tribu de Touaourou, Yaté, nââ xêrê), chanteur et compositeur de Kaneka, meneur du groupe Humaa Guée, académicien depuis le 1er avril 2014.
- Paicî-Cèmuhî : Yvon Kacué Goromoedo (tribu de Netchaot, district de Poindah, Koné, paicî).
- Ajië-Arhö : 
  - Hilaire Gowe (président du conseil des anciens de la tribu de Montfaoué, district de Muéo, Poya, ajië).
  - Alexandre Weri (Houaïlou, ajië) depuis le 1er avril 2014.
- Nengone : 
  - Willy Nemia (tribu de Netché, district de Guahma, Maré, nengone), conseiller pédagogique à la retraite, ancien homme politique (du RPCR), oncle de l'actuel grand-chef de Guahma Dokucas Naisseline.
  - Alexandre Bourané Trimari (tribu de La Roche, district de La Roche, Maré, nengone), président du Conseil pastoral paroissial (CPP) de La Roche et catéchiste catholique, depuis le 1er avril 2014.
- Xârâcùù : Rosiella Kasovimoin (tribu de Nanon-Kénérou, district de Canala, Canala, xârâcùù).
- Hoot ma Whaap : Scolastique Boiguivie (district de Balade, Pouébo, nyelâyu).
- Iaai : 
  - pasteur Jacob Waheo (Ouvéa, iaai).
  - pasteur Philippe Capoa (Ouvéa, iaai), ancien président de l'Église évangélique en Nouvelle-Calédonie et aux îles Loyauté (EENCIL), depuis le 7 août 2014.

### Conseil scientifique
Un conseil scientifique (à l'origine dénommé comité de lecture), composé de 10 membres maximum nommés pour une durée de cinq ans (des linguistes, enseignants-chercheurs en la matière), assiste l'ALK dans ses missions. À ce titre, ils accompagnent et supervisent les travaux menés par l’ALK, les chargés de mission et les académiciens.
Les cinq linguistes de référence également membre du Comité scientifique sont : 
- Léonard Sam : maître de conférences en langues et culture kanak LCK à l'université de la Nouvelle-Calédonie, linguiste drehu, par ailleurs élu à l'Assemblée de la Province Sud et au Congrès (1er vice-président) sous les couleurs de Calédonie ensemble.
- Suzy Bearune : docteure en linguistique, chargée de cours en LCK à l'Université de la Nouvelle-Calédonie, linguiste nengone.
- Madeleine Wetta-Gurrera : enseignante retraitée, vacataire à l'Université de la Nouvelle-Calédonie et à l'ancien IUFM, enseignante de référence paicî-cèmuhî.
- Jacqueline de La Fontinelle : professeur émérite de langues océaniennes à l'INALCO, linguiste ajië-arhö.
- Isabelle Bril : directrice de recherche au CNRS au sein de l'unité mixte de recherche de Langues et civilisations à tradition orale (LACITO) de Villejuif, linguiste hoot ma whaap.

Deux personnalités représentant l'université d'Auckland sont membres du comité scientifique sans être linguistes de référence :
- Raylene Ramsay : professeure émérite de langue et littératures françaises de l'université d'Auckland, spécialisée dans la littérature métropolitaine et néo-calédonienne contemporaine.
- Deborah Walker-Morrisson : professeure associée en langues et littératures françaises de l'université d'Auckland, spécialisée sur le cinéma français, maori et post-colonial.

Enfin, quatre linguistes de référence ne font pas partie du Comité scientifique :
- Fabrice Wacalie : docteur en linguistique océanienne de l'INALCO, spécialiste du nââ numèè, superviseur de projets communautaires pour l'entreprise industrielle et minière Vale Nouvelle-Calédonie, linguiste drubea-kapumë.
- Claire Moyse-Faurie : directrice de recherche émérite au CNRS au sein du LACITO, linguiste xârâcùù.
- Jean-Claude Rivierre : retraité du CNRS où il travaillait au sein du LACITO, linguiste paicî-cèmuhî.
- Jacques Vernaudon : maître de conférences en linguistique océanienne à l'université de la Nouvelle-Calédonie puis à l'université de la Polynésie française, linguiste paicî-cèmuhî.

### Conseil d'administration
Le conseil d'administration de l'ALK comprend 9 membres :
- 2 représentants de la Nouvelle-Calédonie dont son président :
  - traditionnellement, le président du Conseil d'administration est le membre du Gouvernement de la Nouvelle-Calédonie chargé de la culture : il s'agit depuis les origines de l'ALK de l'écrivain et femme politique kanak Déwé Gorodey (FLNKS-UNI-Palika, écrivain, conteuse et ancien professeur de paicî).
  - traditionnellement, un membre de la Commission de l'Enseignement et de la Culture du Congrès : Hélène Iekawé (Calédonie ensemble, élue à l'Assemblée de la Province Sud de 2004 à 2011 et de 2014 à 2015 et du Congrès de 2008 à 2011 et de 2014 à 2015, présidente de la Commission de 2009 à 2011, elle est ensuite membre du gouvernement de 2011 à 2014 et depuis 2015, rapporteur de la Commission et 3e vice-présidente du Congrès de 2014 à 2015, conseillère municipale d'opposition de Dumbéa, professeur de drehu).
- le Haut-commissaire de la République en Nouvelle-Calédonie : Thierry Lataste (depuis 2016), ou son représentant, généralement son chargé de mission aux affaires culturelles (actuellement Emmanuelle Charrier).
- le président du Sénat coutumier : Gilbert Téin, sénateur pour l'aire coutumière Hoot ma Waap et militant FLNKS-UC de Hienghène, vice-président du conseil d'aire, conteur et musicien considéré comme un des fondateurs du Kaneka, titulaire de la présidence tournante du Sénat d'août 2015 à août 2016.
- le président de l'Assemblée de la Province Nord : Paul Néaoutyine (FLNKS-UNI-Palika, maire de Poindimié), depuis la création de l'ALK, ou son représentant Jean-Pierre Djaïwé (2e puis 1er vice-président de l'Assemblée de la Province Nord, FLNKS-UNI-Palika, maire de Hienghène de 2012 à 2014) jusqu'en 2014 puis Émile Néchero (FLNKS-UNI-Palika, élu à l'Assemblée de la Province Sud et du Congrès depuis 2014, conseiller municipal d'opposition de Canala).
- le président de l'Assemblée de la Province Sud : Philippe Michel (Calédonie ensemble), depuis 2014, ou son représentant Léonard Sam (Calédonie ensemble, linguiste au comité de lecture de l'ALK, élu à l'Assemblée de la Province Sud depuis 2009 et du Congrès de 2009 à 2014).
- le président de l'Assemblée de la Province des îles Loyauté : Néko Hnepeune (FLNKS-UC), depuis la création de l'ALK, ou sa représentante Éliane Caihe (3e vice-présidente de l'Assemblée de la Province des îles Loyauté de 2009 à 2014, FLNKS-UNI-Palika) puis Vitaline Waguéta (3e vice-présidente de l'Assemblée de la Province des îles Loyauté depuis 2014, FLNKS-UC).
- 2 personnalités désignées par les membres du conseil d’administration représentant les collectivités en raison de leurs compétences techniques : généralement des spécialistes, ils peuvent aussi être membres du Comité de lecture ce qui est le cas des deux actuels titulaires de cette représentation, Madeleine Wetta-Gurrera et Suzie Bearune (avant 2014, Jacques Vernaudon).

Des membres consultatifs assistent également aux séances du conseil d'administration :
- les 8 académiciens.
- l’agent comptable de l’ALK ou son représentant.
- le contrôleur financier de l’Académie ou son représentant.
- le directeur de l’Académie qui assure le secrétariat du conseil et la garde du registre des procès-verbaux de séance.
- le directeur de l’enseignement de la Nouvelle-Calédonie (Jacques Briand) ou son représentant.
- un représentant de l’ADCK.
- un représentant de l’université de la Nouvelle-Calédonie.